# Ces amours-là
Ces amours-là è un film del 2010 diretto da Claude Lelouch.